# 2channel
Ne doit pas être confondu avec 2chan.
2channel (2ちゃんねる, ni channeru, ou 2ch) est un textboard japonais créé en 1999 par Hiroyuki Nishimura. Il est ensuite renommé 5channel, 5ch, ou 5chan.